# Paweł Kukiz
Paweł Piotr Kukiz (* 24. června 1963 Paczków) je polský zpěvák, skladatel, sólista a manažer rockových kapel; herec a politik.
Je synem lékaře Tadeusze Kukize a základní školu absolvoval v Niemodliné, kde založil rockovou kapelu Piersi („Prsa“, 1984). Od roku 1991 je ženatý, má tři dcery. Studoval administraci na Vratislavské univerzité, a pak právo a politické vědy na Varšavské univerzité, ale žádné studium nedokončil.

## Činnost
V 90. letech se začal objevovat ve filmech, od roku 2009 byl moderátorem pořadu Koniec końców ve veřejnoprávní televizi TVP 1. V roce 2009 se stal editorem portálu nieobecni.com.pl, věnovaneho dokumentaci polských hřbitovů na východních územích, jakož i historických hřbitovů v západních zemích. Vystupoval také v reklamě.
V prezidentských volbách v roce 2005 byl členem výboru na podporu Donalda Tuska, v prezidentských volbách v roce 2010 podporoval kandidaturu Marka Jurka. Začal se angažovat v politických aktivitách, především podporoval zavedení jednomandátových volebních obvodů. V komunálních volbách 2014 byl zvolen radním do Dolnoslezského regionálního shromáždění.
V únoru 2015 oznámil záměr účastnit se prezidentských voleb 10. května téhož roku. Obsadil 3. místo mezi 11 kandidáty a získal 3 099 079 hlasů, což představuje 20,8 % všech platných hlasů. Ve druhém kole oficiálně nepodporoval žádného z kandidátů.
V pravidelných volbách 25. října 2015 byl Paweł Kukiz zvolen poslancem polského Sejmu. Jeho strana Kukiz’15 prohlašuje, že má v úmyslu snížit daně a zavést v Polsku jednomandátové volební obvody.